# Los Streaks
Los Streaks fue una banda bogotana de los años 60. Aunque su duración fue muy corta, impulsados por el locutor, mánager y promotor Édgar Restrepo Caro, en los últimos meses de 1966 lograron grabar un LP para Discos Zeida, denominado "Operación a go-go. Una idea descabellada". Su aparición se da cuando el rock colombiano estaba en su punto más alto, y resalta particularmente por su uso del órgano farfisa.  
Es una de las primeros grupos junto a The Speakers, The Flippers, Los Yetis, entre otros, pero es reconocido por su interés en músicas diferentes a las anglosajonas, que eran el común denominador de la época.El sello Codiscos apadrinó su trabajo, junto al de otras figuras emergentes del pop colombiano, como los Teen Agers, Los Bobby Soxers y Los Falcons; Margie, Lyda Zamora, Claudia y Vicky; Óscar Golden, José Ignacio y Sergio; y Los Flippers.

## Historia
El grupo nace después de que el DJ, mánager y promotor Edgar Restrepo Caro le propuso al guitarrista Jairo Alfredo Galán formar una banda de rock. Restrepo, quien representaba a Los Flippers, quería crear una agrupación con los músicos más ágiles del circuito rockero bogotano. Por su parte, Jairo era un talentoso guitarrista de música clásica y folk, y había tocado en la banda de El club del clan y con Los Shalters, terminó aceptando la propuesta. Junto a Pedro Justo Berrío, quien tocaba teclado y órgano Farfisa, recién llegado a Bogotá desde Cúcuta; Manuel Jiménez, antiguo baterista de Los Dangers; y Eduardo Santos, quien por entonces estudiaba bajo en el Conservatorio Nacional, forman el grupo Los Streaks. Al igual que otras agrupaciones de Bogotá, hacen versiones de famosas canciones de grupos ingleses y norteamericanos.
Su debut tuvo lugar el 20 de enero de 1967, cuando secundaron el show de Los Caminantes en la discoteca El Diábolo. Desde ese momento, obtuvieron espacio en las pantallas de la televisión nacional, tocaron en las matinés de La Selva de Oro y La Bomba, y participaron en el concierto de la revista musical Juventud a go-gó, llevado a cabo el 1 de abril de 1967 en la Plaza de La Santamaría.
El único álbum que grabaron, de la mano con el sello Codiscos y gracias a la gestión de Humberto Moreno, se llamó OPERAción a go-go (una idea descabellada - LDZ - 20343) lanzado el 12 de agosto de 1967, el cual contenía 10 pistas, en donde versionaron a Giuseppe Verdi, The Beatles, Pérez Prado, The Ventures, Mitch Ryder and The Detroit Wheels. Entre ellas, resaltan "Reacción psicótica" (Psychotic Reaction) y "Soy así... y qué" (They're Gonna Get You) canciones del grupo norteamericano Count Five, "Ninguna tan dulce como ella" (Ain't She Sweet) cantada por el grupo en inglés y "Diablo con vestido azul" (Devil With The Blue Dress). Esta última canción fue incluida en el álbum compilatorio Los Nuggetz - 1960's Punk, Pop And Psychedelic Music From Latin America de 2013. Además, su estilo se relaciona con Pérez Prado, con composiciones propias como "Perros, lámparas y muros", de Berrío, y "Cosmos 901", de Jiménez, y con Verdi en la suite "Aida-La donna è mobile-Questa o quella-Cavalleria rusticana»
Antes de ser circulado, Codiscos lanzó un compacto con cuatro canciones, denominado "Reacción sicótica". Allí se editaron "Cosmos 901", "Escápate mi amor", de Georgie Fame, y dos covers de Count Five: "Reacción sicótica" y "Soy así...y qué". 
Aunque su música demostraba una excelente calidad tanto en sonido como en composición (lírica y musical), Los Streaks terminaron disolviéndose el mismo año para convertirse en Streaks Cumbia, y durante un tiempo tocar música tropical en tabernas, discotecas y hoteles. Luego de ello, Manuel Jiménez se dedicó a ser baterista de sesión, Jairo Alfredo Galán actuó en el circuito de la balada, Eduardo Santos hizo parte de Cascabel y luego se fue a vivir a Los Ángeles, California, y Pedro Justo Berrío se dedicó a los oficios administrativos.

## Discografía
- OPERAción a go-go (una idea descabellada) - Zeida (1967)

## Integrantes
- Jairo Alfredo Galán (Guitarra, Voz)
- Pedro Justo Berrío (Teclado, Voz)
- Manuel Jiménez (Batería, Voz)
- Eduardo Santos (Bajo, Voz)